# Wilhelm Ganzenmüller
Karl Wilhelm Ganzenmüller (* 13. Juni 1882 in Calw; † 3. September 1955 in Tübingen) war ein deutscher Wissenschaftshistoriker und Lehrer, der sich vor allem mit der Geschichte der Alchemie im Mittelalter beschäftigte.

## Leben
Ganzenmüller studierte von 1900 bis 1906 Medizin und Philologie in Tübingen, Berlin und Heidelberg. Seit 1900 war er Mitglied der Studentenverbindung Tübinger Königsgesellschaft Roigel. Nach seiner Promotion 1907 trat Wilhelm Ganzenmüller in den höheren Schuldienst ein, ab 1920 war er Oberstudiendirektor in Breslau. 1933 ließ er sich in den Ruhestand versetzen und widmete sich Studien zur Geschichte der Alchemie und der chemischen Technologie. Ab 1938 war er Mitarbeiter des Gmelin-Instituts, u. a. schrieb er für Gmelins Handbuch der anorganischen Chemie historische Einleitungen zu einzelnen Bänden.

## Veröffentlichungen (Auswahl)
- Das Naturgefühl im Mittelalter. 1914.
- Die Alchemie im Mittelalter. Paderborn 1938; Neudruck Hildesheim 1967.
- Ein unbekanntes Bruchstück der Mappae Clavicula aus dem Anfang des 9. Jahrhunderts. In: Mitteilungen zur Geschichte der Medizin, der Naturwissenschaften und der Technik. Band 40, 1941/1942, S. 1–15.
- Wandlungen in der geschichtlichen Betrachtung der Alchemie. 1950. In: Wilhelm Ganzenmüller: Beiträge zur Geschichte der Technologie und der Alchemie. Weinheim 1956, S. 349–360.
- Beiträge zur Geschichte der Technologie und der Alchemie. Weinheim an der Bergstraße 1956.